# دوبان (وبگاه)
دوبان (انگلیسی: Douban.com; چینی ساده: 豆瓣; پین‌یین: Dòubàn) پایگاه داده آنلاین و خدمات شبکه‌های اجتماعی چینی است که در ۶ مارس ۲۰۰۵ راه‌اندازی شد و به کاربران اجازهٔ ثبت اطلاعات و ایجاد محتوای مربوط به فیلم، کتاب، موسیقی، حوادث اخیر و فعالیت‌ها در شهرهای چین را می‌دهد. دوبان حدود ۲۰۰ میلیون کاربر ثبت نام شده تا سال ۲۰۱۳ داشت و برخی نویسندگان و منتقدان چینی صفحه‌های شخصی رسمی خود را در این سایت ثبت می‌کنند. این پلتفرم با سایر سایت‌های نقد و بررسی مانند آی‌ام‌دی‌بی, راتن تومیتوز و گودریدز مقایسه می‌شود.